# Cubryńska Przełączka
Cubryńska Przełączka (niem. Cubrinascharte, słow. Čubrinská štrbina, węg. Csubrina-csorba)   – przełęcz położona na wysokości około 2290 m w bocznej grani Tatr Wysokich odchodzącej od wierzchołka Cubryny (Čubrina) w kierunku południowo-zachodnim. Jest to główna grań odnogi Krywania (Hlavná os hrebeňa Kriváňa) kończąca się na Krywaniu (Kriváň). Cubryńska Przełączka oddziela od siebie wierzchołki Cubryny i Cubrynki. Nie prowadzą na nią żadne znakowane szlaki turystyczne, ale jest ważna dla taterników. Prowadzi przez nią łatwa droga łącząca Hińczową Przełęcz z Przełączką pod Zadnim Mnichem oraz z Doliną Piarżystą.
Na zachodnią stronę, do Doliny Piarżystej, opada z przełączki wielki żleb. Jest kruchy i zawalony śniegiem zwykle do późnego lata. Na wschodnią stronę przełączka opada do Doliny Hińczowej stromą ścianą o wysokości około 120 m. Z piarżysk Doliny Hińczowej lewą częścią tej ściany (patrząc od dołu) ciągnie się na przełączkę i na Cubrynkę system zacięć i załup. Prowadzi nimi jedna z dróg wspinaczkowych.
Pierwsze odnotowane wejścia:
- latem – Karol Potkański, Ludwik Chałubiński, Kazimierz Bednarz, Jan Fedra, Szymon Tatar (starszy), 6 września 1884 r.,
- zimą – Jan Kazimierz Dorawski, Kazimierz Piotrowski, Adam Sokołowski, 5 kwietnia 1925 r.[3]

## Drogi wspinaczkowe
1. Z Hińczowej Przełęczy; 0 w skali tatrzańskiej, czas przejścia 5 min. Droga prowadzi łatwym zachodem przecinającym południowo-wschodnią ścianę Cubryny[2]
2. Ukosem przez południowo-wschodnią ścianę Cubrynki (z Doliny Hińczowej); IV, 1 h 15 min[2]
3. Południowo-zachodnim żlebem (z Doliny Piarżystej); 0+, 1 h. Jest to najłatwiejsze wejście na Cubryńską Przełączkę[2].

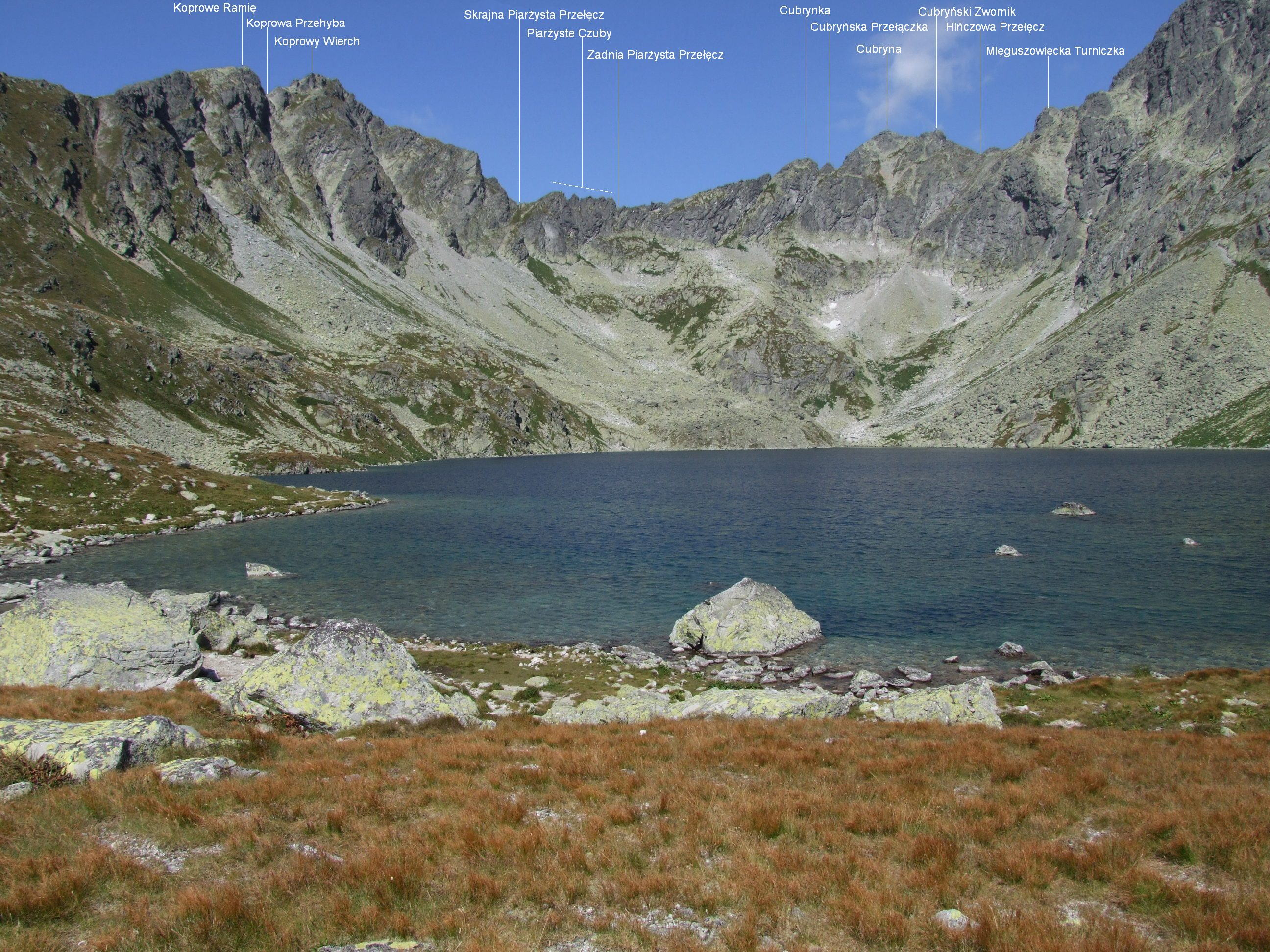
Widok z Doliny Hińczowej